# 飛野さんのバカ
『飛野さんのバカ』（ひのさんのバカ）は、筋肉☆太郎による日本の漫画。コミックスマートが運営するウェブコミック配信サイト『GANMA!』にて、2017年10月30日から隔週月曜日更新で連載中。単行本は双葉社より刊行されている。
真面目なクラス委員長と、クールな不良生徒の関係を描いた百合コメディ作品である。第4回「次にくるマンガ大賞」のWebマンガ部門にノミネートされた50作品の一つ。

## あらすじ
クラス委員長の小熊の隣の席は、いつも空席である。その席の主・飛野は、いつも昇降口の奥で授業をサボっているのだ。クラス委員長として不良少女を放っておくわけにもいかない小熊は、飛野に会いに行くと、彼女はタバコを吸っていた。小熊は彼女にタバコをやめて授業に出るよう注意するが、飛野は、タバコをやめる代わりに「お前が赤ちゃんのころ吸っていたもの」を吸わせてほしいと頼み込んできた。以降、彼女の少し過激な要求に、真面目な小熊は振り回されていく。

## 登場人物
小熊 小春（こぐま こはる）
本作の主人公である真面目な優等生。良い人そうという理由だけでクラス委員長を押し付けられた。
何とかして飛野のサボりを止めさせようとするが、毎回彼女の要求を早とちりして翻弄されている。
飛野 渚（ひの なぎさ）
本作もう一人の主人公であるクールな不良生徒。いつも授業をサボっている。
毎回小熊をいじって遊んでいるが、内心では彼女にやや惹かれているそぶりを見せる。
尾見 ちひろ（おみ ちひろ）
小熊の幼馴染、小熊のことをいつも大事にしている。

## 書誌情報
- 筋肉☆太郎 『飛野さんのバカ』双葉社〈アクションコミックス〉、既刊4巻（2021年4月12日現在）
  1. 2019年3月12日発売[3][4]、ISBN 978-4-575-85280-6
  2. 2019年8月8日発売[5]、ISBN 978-4-575-85341-4
  3. 2020年4月10日発売[6]、ISBN 978-4-575-85433-6
  4. 2021年4月12日発売[7]、ISBN 978-4-575-85566-1